# 聖彼得教堂 (萊比錫)

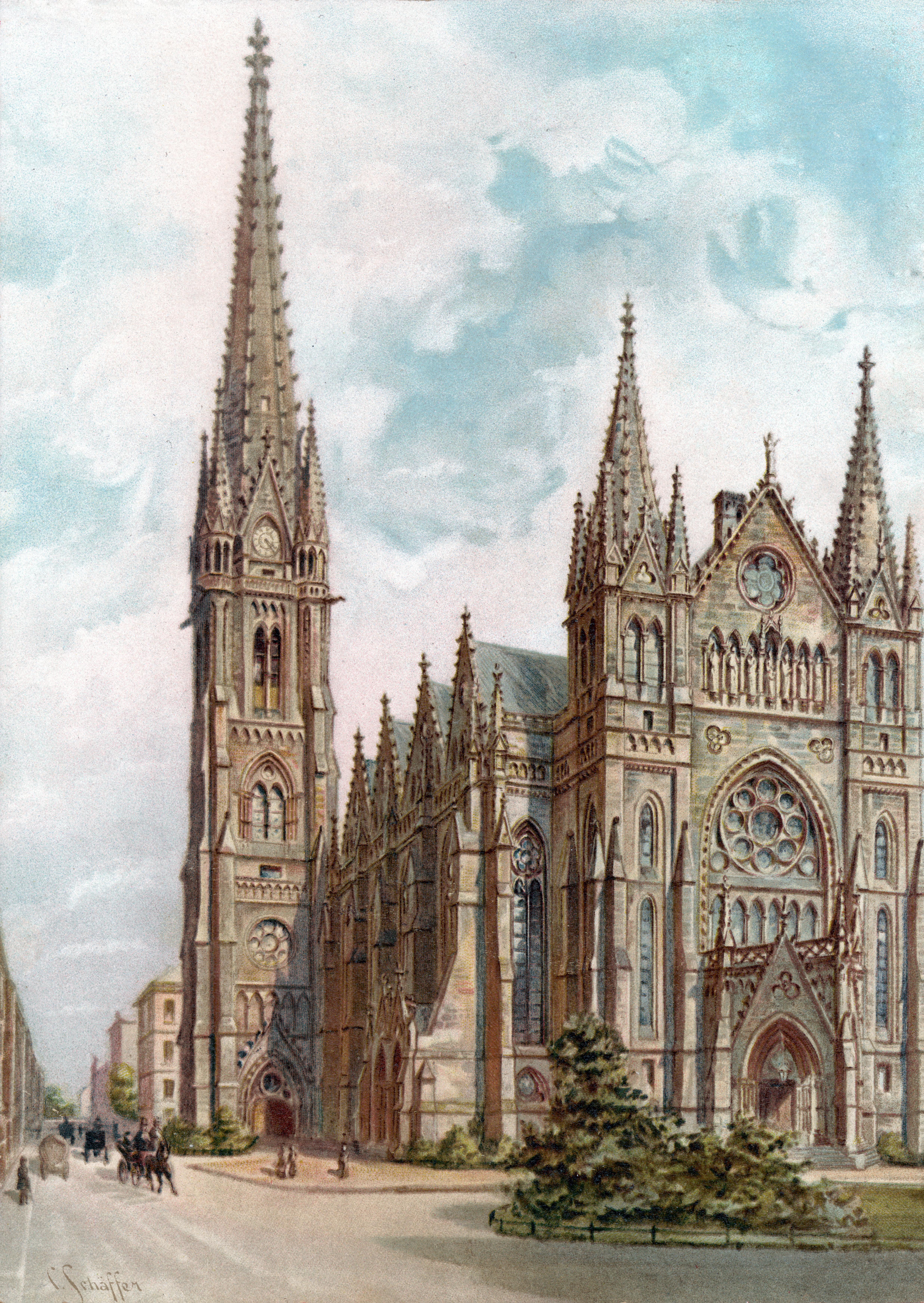
聖彼得教堂

聖彼得教堂（德語：Alte Peterskirche）是德國城市萊比錫舊城的一座教區教堂。這座教堂是信義宗的教堂，外觀為哥特復興式建築。聖彼得教堂始建於宗教改革之後的1507年。教堂的尖塔高87米，是萊比錫最高的教堂。

## 外部連結
- 官方网站